# Peter Tancig
Peter Tancig, slovenski politik, poslanec in doktor elektrotehniških znanosti, * 20. november 1944.

## Življenjepis
16. maja 1990 je bil imenovan za predsednika Republiškega komiteja za raziskovalno dejavnost in tehnologijo (1. vlada Republike Slovenije).
Od 14. maj 1992 do 25. januar 1993 je bil minister za znanost in tehnologijo.
Leta 1992 je bil izvoljen v 1. državni zbor Republike Slovenije; v tem mandatu je bil član naslednjih delovnih teles:
- Odbor za znanost, tehnologijo in razvoj (predsednik),
- Komisija za evropske zadeve,
- Komisija za spremljanje in nadzor lastninskega preoblikovanja družbene lastnine (do 23. decembra 1993),
- Odbor za mednarodne odnose,
- Odbor za gospodarstvo in
- Preiskovalna komisija o domnevnem škodljivem, nedopustnem in nezakonitem ter neustavnem delovanju in poslovanju Izvršnega sveta Skupščine mesta Ljubljana, izvršnih svetov Skupščin občin Postojna, Trbovlje in Izola ter vseh tistih izvršnih svetov skupščin občin, pri katerih delovanju so bile s strani Službe družbenega knjigovodstva ali drugih pristojnih državnih organov ugotovljene nepravilnosti in nezakonitosti, ter o sumu zlorabe pooblastil nekaterih javnih funkcionarjev in drugih tovrstnih nepravilnosti.